# Prinses van Asturiëprijs

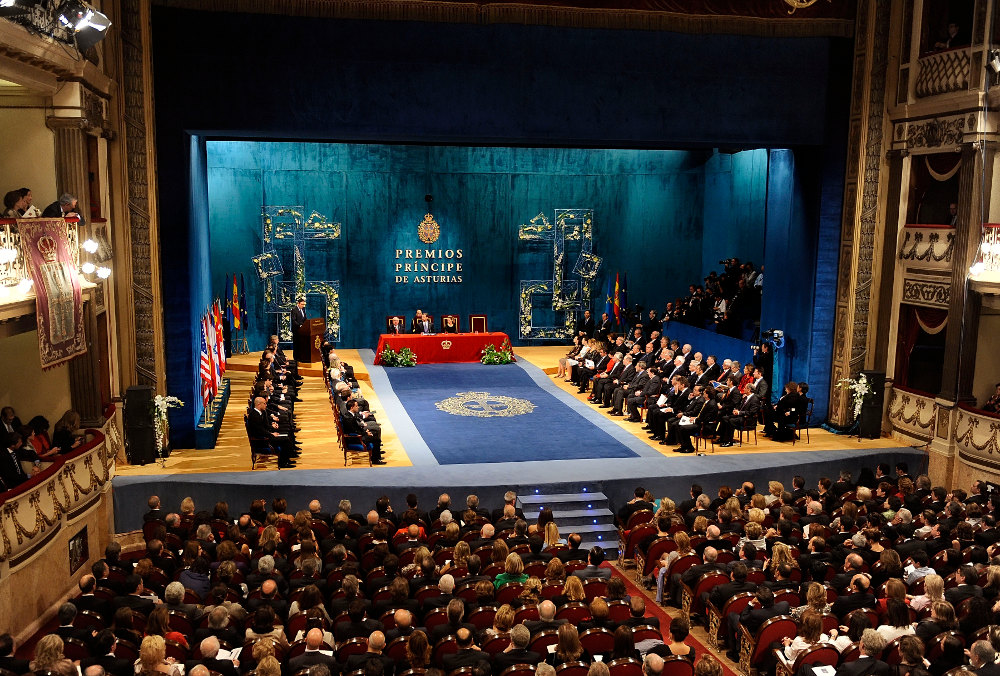
Uitreikingsceremonie van de (toenmalige) Prins van Asturiëprijs in 2010

De Prinses van Asturiëprijs (Spaans: Premios Princesa de Asturias; Asturisch: Premios Princesa d'Asturies) is een prestigieuze internationale prijs die elk jaar in de Spaanse autonome regio Asturië wordt uitgereikt door de Prinses van Asturiëstichting. Er zijn acht categorieën: kunst, literatuur, sport, vrede en harmonie, technisch en wetenschappelijk onderzoek, communicatie en geesteswetenschappen, internationale samenwerking en sociale wetenschappen. De winnaars ontvangen een geldbedrag van 50.000 euro, een diploma, een insigne en een door de beroemde Spaanse schilder en beeldhouwer Joan Miró speciaal ontworpen sculptuur.
De prijs is als Prins van Asturiëprijs ingesteld op 24 september 1980. De toen 12-jarige Spaanse kroonprins Felipe, de prins van Asturië, werd bij die gelegenheid erepresident van de stichting. Na zijn troonsbestijging nam zijn dochter en troonopvolgster Leonor (sinds de troonopvolging van haar vader prinses van Asturïë) het erepresidentschap over en werd de naam van de prijs dienovereenkomstig aangepast. De uitreikingsceremonie vindt steeds plaats in Oviedo, de hoofdstad van het Prinsdom Asturië.

## Categorieën

Embleem van de Prinses van Asturiëstichting

### Kunst (Arte)
- 1981: Jesús López Cobos
- 1982: Pablo Serrano
- 1983: Eusebio Sempere
- 1984: Orfeón Donostiarra
- 1985: Antonio López García
- 1986: Luis García Berlanga
- 1987: Eduardo Chillida
- 1988: Jorge Oteiza
- 1989: Oscar Niemeyer
- 1990: Antoni Tàpies
- 1991: Victoria de los Ángeles, Teresa Berganza, Montserrat Caballé, José Carreras, Plácido Domingo, Alfredo Kraus, en Pilar Lorengar
- 1992: Roberto Matta
- 1993: Francisco Javier Sáenz de Oiza
- 1994: Alicia de Larrocha
- 1995: Fernando Fernán Gómez
- 1996: Joaquín Rodrigo
- 1997: Vittorio Gassman
- 1998: Sebastião Salgado
- 1999: Santiago Calatrava
- 2000: Barbara Hendricks
- 2001: Krzysztof Penderecki
- 2002: Woody Allen
- 2003: Miquel Barceló
- 2004: Paco de Lucía
- 2005: Maya Plisetskaya en Tamara Rojo
- 2006: Pedro Almodóvar
- 2007: Bob Dylan
- 2008: Sistema de Orquesta Juvenil e Infantil de Venezuela
- 2009: Norman Foster
- 2010: Richard Serra
- 2011: Riccardo Muti
- 2012: Rafael Moneo
- 2013: Michael Haneke
- 2014: Frank Gehry
- 2015: Francis Ford Coppola
- 2016: Núria Espert
- 2017: William Kentridge
- 2018: Martin Scorsese
- 2019: Peter Brook
- 2020: Ennio Morricone en John Williams
- 2021: Marina Abramović
- 2022: Carmen Linares en María Pagés
- 2023: Meryl Streep

### Mensheid en communicatie (Humanidades y Comunicación)
- 1981: María Zambrano
- 1982: Mario Bunge
- 1983: El País
- 1984: Claudio Sánchez Albornoz
- 1985: José Ferrater Mora
- 1986: O Globo
- 1987: El Espectador en El Tiempo
- 1988: Horacio Sáenz Guerrero
- 1989: Fondo de Cultura Económica en Pedro Laín Entralgo
- 1990: Universidad Centroamericana "José Simeón Cañas"
- 1991: Luis María Anson
- 1992: Emilio García Gómez
- 1993: Revista Vuelta van Octavio Paz
- 1994: Spaanse missie in Rwanda en Burundi
- 1995: José Luis López Aranguren en EFE
- 1996: Indro Montanelli en Julián Marías
- 1997: CNN en Václav Havel
- 1998: Reinhard Mohn en Somaly Mam
- 1999: Instituto Caro y Cuervo
- 2000: Umberto Eco
- 2001: George Steiner
- 2002: Hans Magnus Enzensberger
- 2003: Ryszard Kapuściński en Gustavo Gutiérrez
- 2004: Jean Daniel
- 2005: Alliance française, Società Dante Alighieri, British Council, Goethe-Institut, Instituto Cervantes, Instituto Camões
- 2006: National Geographic Society
- 2007: De tijdschriften Nature en Science
- 2008: Google
- 2009: Nationale Autonome Universiteit van Mexico
- 2010: Alain Touraine en Zygmunt Bauman
- 2011: Royal Society
- 2012: Shigeru Miyamoto
- 2013: Annie Leibovitz
- 2014: Quino
- 2015: Emilio Llendó Íñigo
- 2016: James Nachtwey
- 2017: Les Luthiers
- 2018: Alma Guillermoprieto
- 2019: Museo del Prado
- 2020: Guadalajara International Book Fair en Hay Festival of Literature & Arts
- 2021: Gloria Steinem
- 2022: Adam Michnik
- 2023: Nuccio Ordine

### Internationale samenwerking (Cooperación Internacional)
- 1981: José López Portillo
- 1982: Enrique V. Iglesias
- 1983: Belisario Betancur
- 1984: Contadora Group
- 1985: Raúl Alfonsín
- 1986: Universiteit van Salamanca en Universiteit van Coimbra
- 1987: Javier Pérez de Cuéllar
- 1988: Óscar Arias en Fatiha Boudiaf
- 1989: Jacques Delors en Michail Gorbatsjov
- 1990: Hans Dietrich Genscher
- 1991: Het Hoog Commissariaat voor de Vluchtelingen (UNHCR)
- 1992: Nelson Mandela en Frederik Willem de Klerk
- 1993: De VN-blauwhelmen gestationeerd in voormalig Joegoslavië
- 1994: Yasser Arafat en Yitzhak Rabin
- 1995: Mário Soares
- 1996: Helmut Kohl
- 1997: Regering van Guatemala en de Guatemalteekse Nationale Revolutionaire Eenheid
- 1998: Fatiha Boudiaf, Olayinka Koso-Thomas, Graça Machel, Rigoberta Menchú, Fatana Ishaq Gailani, Emma Bonino en Somaly Mam
- 1999: Pedro Duque, John Glenn, Chiaki Mukai en Valery Polyakov
- 2000: Fernando Henrique Cardoso
- 2001: Internationaal ruimtestation ISS
- 2002: De Scientific Committee on Antarctic Research
- 2003: Luiz Inácio Lula da Silva
- 2004: Het ERASMUS-programma van de Europese Unie
- 2005: Simone Veil
- 2006: Bill & Melinda Gates Foundation
- 2007: Al Gore
- 2008: Ifakara Health Research and Development Centre (Tanzania), Malaria Research and Training Centre (Mali), Kintampo Health Research Centre (Ghana) en het Manhiça Centre of Health Research (Mozambique)
- 2009: Wereldgezondheidsorganisatie (WHO)
- 2010: The Transplantation Society en de National Transplant Organization
- 2011: Bill Drayton
- 2012: Rode Kruis
- 2013: Max-Planck-Gesellschaft
- 2014: Fulbright-programma
- 2015: Wikipedia
- 2016: United Nations Framework Convention on Climate Change en de Paris Agreement
- 2017: De Hispanic Society of America
- 2018: African Medical & Research Foundation (Amref)
- 2019: Salman Khan en de Khan Academy
- 2020: Gavi, the Vaccine Alliance
- 2021: CAMFED (Campaign for Female Education)
- 2022: Ellen MacArthur
- 2023: Drugs for Neglected Diseases initiative